# 拉沙佩勒贝特朗
拉沙佩勒贝特朗（法語：La Chapelle-Bertrand，法語發音：[la ʃapɛl bɛʁtʁɑ̃]）是法国德塞夫勒省的一个市镇，属于帕尔特奈区。

## 地理
拉沙佩勒贝特朗（46°37'17"N, 0°10'16"W）面积19.39 平方千米，位于法国新阿基坦大区德塞夫勒省，该省份为法国西部内陆省份，北起曼恩-卢瓦尔省，西接旺代省，南至夏朗德省和滨海夏朗德省，东临维埃纳省。
与拉沙佩勒贝特朗接壤的市镇（或旧市镇、城区）包括：博略苏帕尔特奈、帕爾特奈、拉佩拉特、蓬派尔、圣马丹迪富尤、索赖。

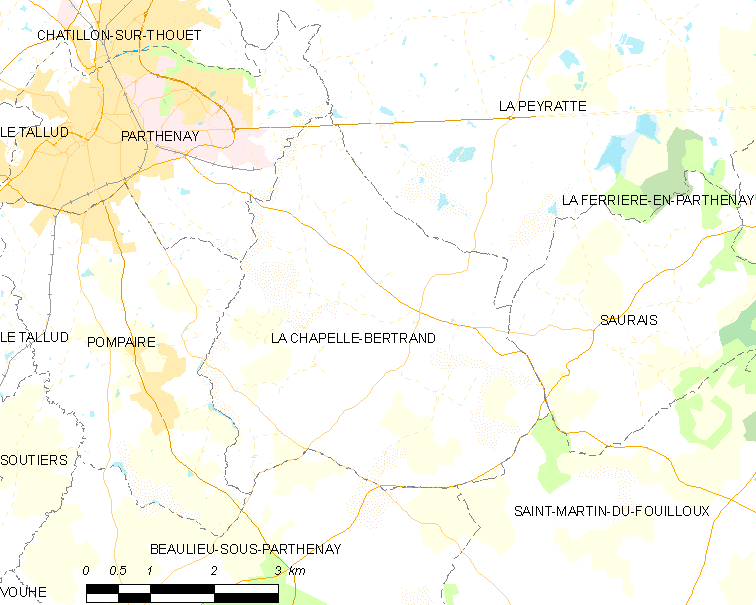
拉沙佩勒贝特朗的OSM定位图

拉沙佩勒贝特朗的时区为UTC+01:00、UTC+02:00（夏令时）。

## 行政
拉沙佩勒贝特朗的邮政编码为79200，INSEE市镇编码为79071。

## 政治
拉沙佩勒贝特朗所属的省级选区为帕尔特奈县。

## 人口

1962-2008年间拉沙佩勒贝特朗人口变化图示

拉沙佩勒贝特朗于2022年1月1日时的人口数量为456人。